# Pomornik-Klasse
Das Projekt 1232.2, mit dem Decknamen „Subr“ (russisch Зубр; für Wisent, NATO-Bezeichnung: Pomornik-Klasse), ist eine Klasse von großen Luftkissen-Landungsbooten der sowjetischen Marine, die im Kalten Krieg entwickelt wurde und heute hauptsächlich von der Volksrepublik China betrieben wird.

## Geschichte
Die Landungsboote der Klasse wurden in den 1980er-Jahren entwickelt und 1986 im ersten Einsatzverband eingesetzt. Von 1985 bis 1993 sowie 2001 und 2004 wurden in Sankt Petersburg und Feodossija insgesamt 15 Boote der Klasse auf Kiel gelegt. Nach dem Ende der Sowjetunion wurden zwei Boote auf der Werft vor ihrer Fertigstellung verschrottet und drei Boote aus dem Bestand der Schwarzmeerflotte an die Ukraine übergeben, die selbst noch ein weiteres Boot baute. Ab 2001 wurden drei neue Boote für Griechenland gebaut. Der Stückpreis belief sich auf knapp 100 Millionen US-Dollar.

### Russische Marine
Es befinden sich noch zwei Boote bei der russischen Marine in Dienst (Stand 2007):
- 770 Jewgeni Kotscheschkow (vorher MDK-50, benannt nach Jewgeni Nikolajewitsch Kotscheschkow)
- 782 Mordowija (vorher MDK-94)

### Ukrainische Marine
Die ukrainische Marine hatte ursprünglich zwei Boote im Dienst. Die Marine der Volksrepublik China kaufte zwei Boote von der Ukraine, die von der Ukraine in Feodossija als „Bison-Klasse“ gebaut wurden. Das letzte Boot verließ übereilt am 1. März 2014 die Bauwerft, bevor Russland die Krim völkerrechtswidrig annektierte. Russland sagte später zu, den Vertrag zwischen China und der Ukraine zu erfüllen. Seitdem hat die Ukraine keine Boote der Klasse mehr im Dienst.

### Griechische Marine

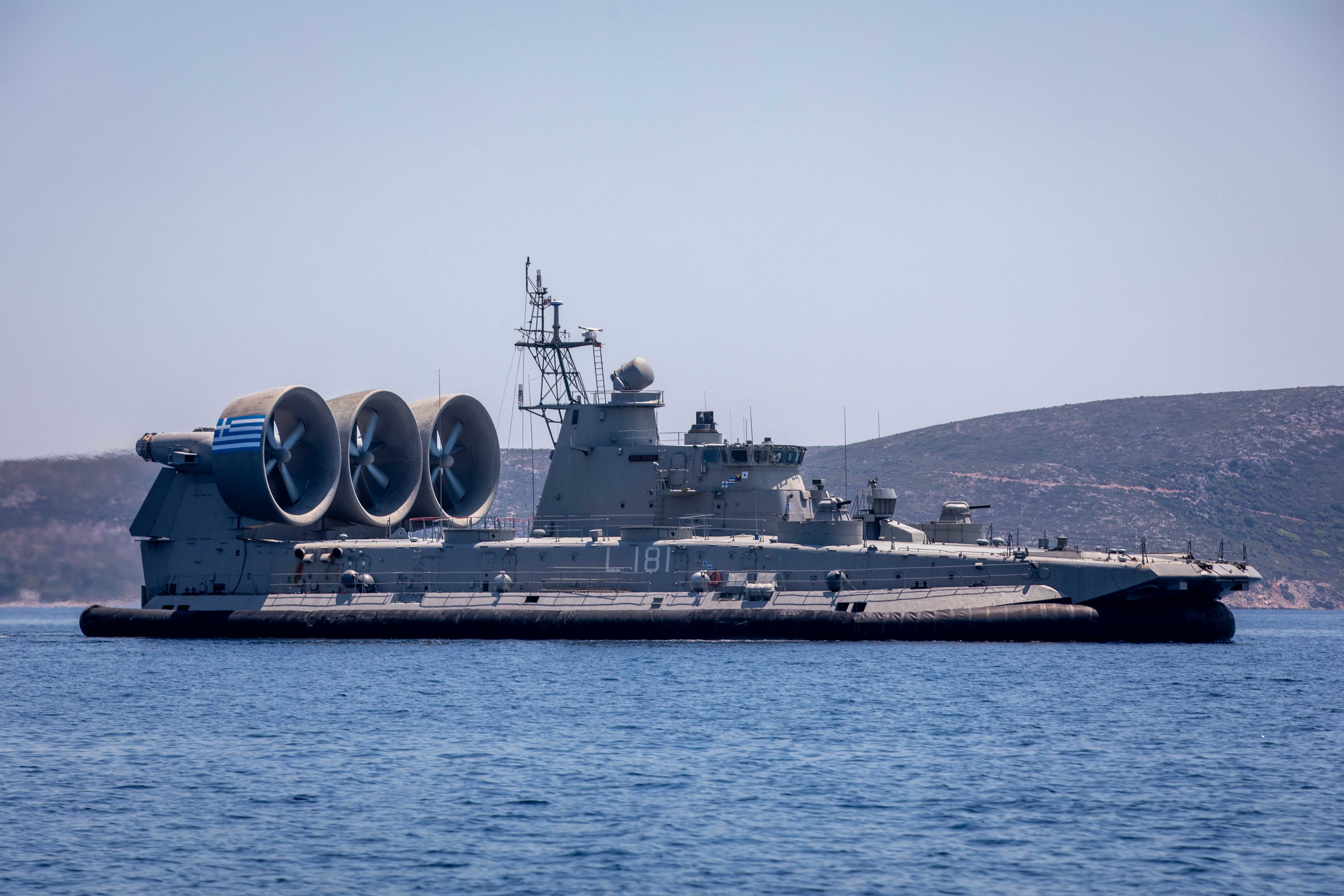
HS Ithaki (L 181) der Griechischen Marine im Jahr 2022

Die griechische Marine besitzt vier Boote. Kefallonia (L 180) wurde gebraucht von der russischen Marine übernommen und überholt. Ithaki (L 181) wurde ab 2001 neu in der Ukraine, Zakynthos (L 183) neu in Russland gebaut. Das vierte Boot, Kerkira (L 184), wurde ab Juni 2004 in der Ukraine gebaut und ging im Januar 2005 in Dienst.

### Marine der Volksrepublik China
Die Marine der Volksrepublik China kaufte zwei Boote in der Ukraine sowie das Recht, zwei weitere in China zu bauen. Beobachter spekulierten, dass die Boote von China bei den Territorialkonflikten im Chinesischen Meer eingesetzt werden könnten.

## Verwendung

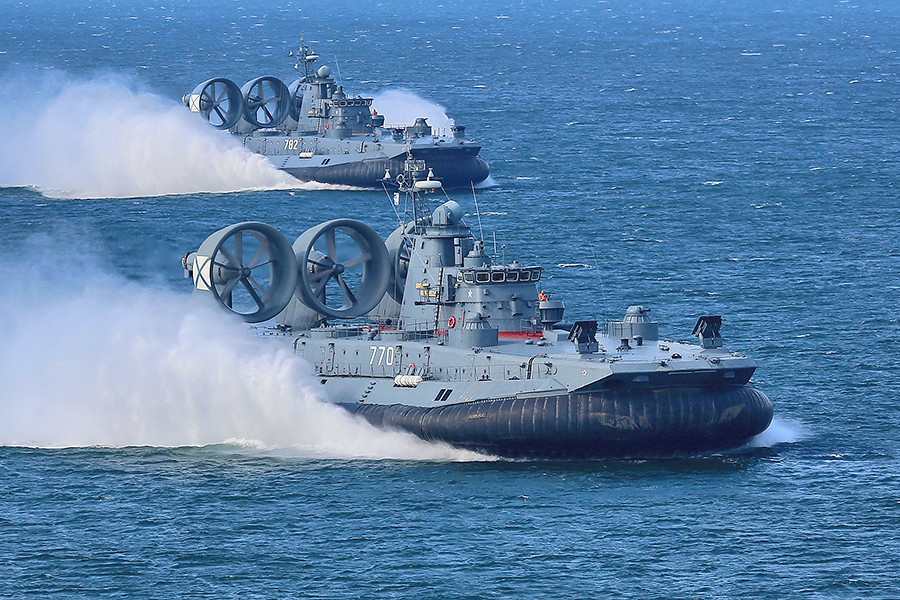
Die russischen Boote Jewgeni Kotscheschkow und Mordowija bei einer Übung 2015

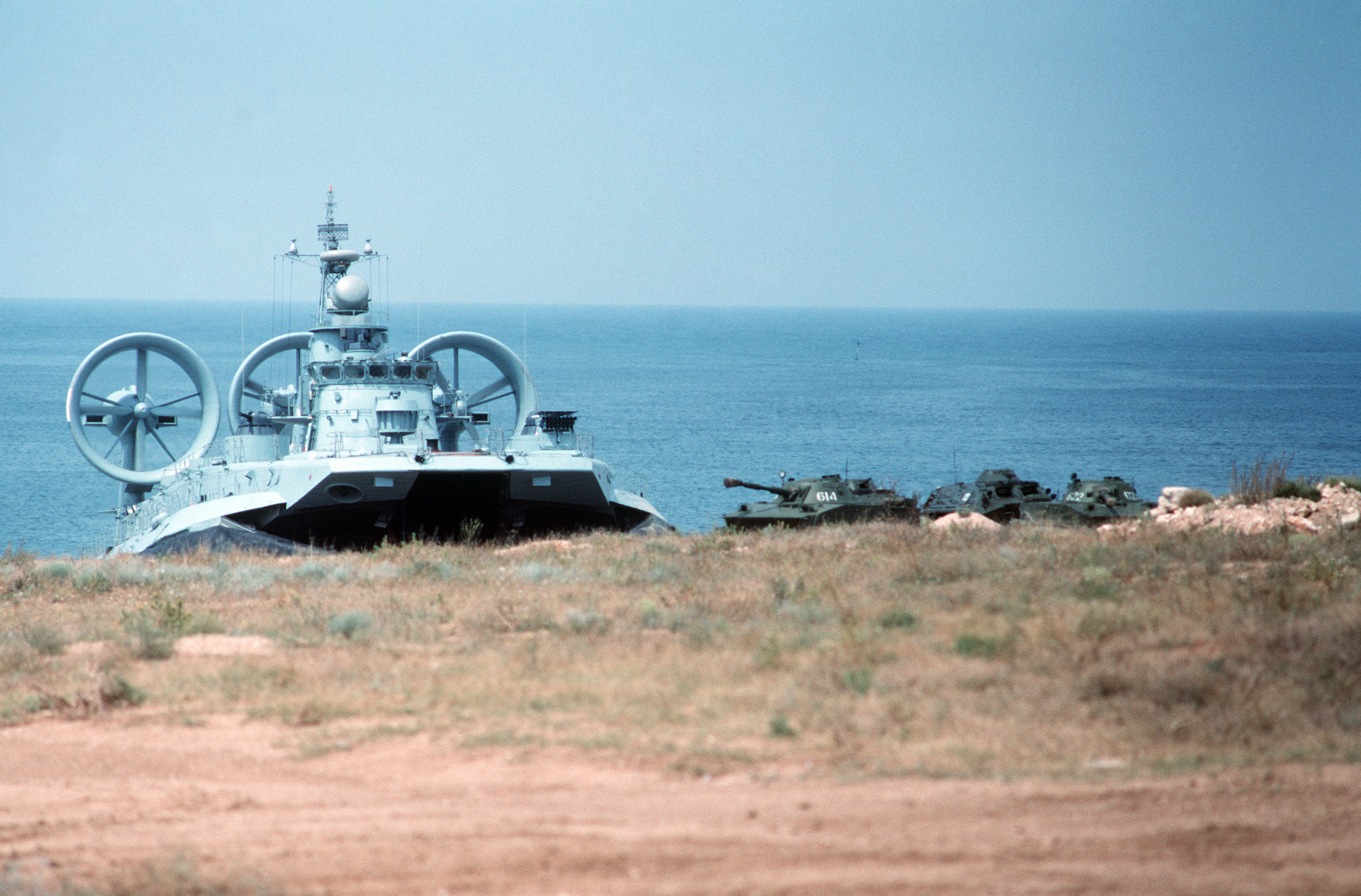
Sowjetisches Projekt-1232.2-Boot mit ausgefahrenem Raketenwerfer, 1989

Die Landungsboote hatten aufgrund der sowjetischen Ostsee- und Schwarzmeerstrategie die Aufgabe, rasch und gezielt große Mengen von Fahrzeugen und Material unabhängig von üblichen Verkehrswegen anzulanden, auch als ideales Hilfsmittel der Katastrophenhilfe in Küstengebieten.
Außerdem wurden die Boote zur Landungsunterstützung mit schweren Waffen ausgerüstet und sind in der Lage, Minenfelder zu legen.
Der große Vorteil der Boote ist nicht nur die höhere Geschwindigkeit gegenüber normalen Landungsbooten, sondern auch die Tatsache, dass sie etwa 80 % aller Küsten erreichen und Truppen anlanden können, ohne dass diese durchs Wasser waten müssen, im Vergleich zu etwa 17 % bei regulären Booten.
Luftkissenboote können auch über Eis und den Strand hinweg operieren. Es kann so die klassische unsichere Landungszone in der Brandung, wie beispielsweise bei den Landungen im Zweiten Weltkrieg, vermieden werden. Die Truppen und Ausrüstung können gleich zu einem landeinwärts gelegenen Ort transportiert werden, wobei bei diesem Typ Hindernisse bis zu etwa 2 m Höhe überfahren werden können.
Dieses Konzept, schweres Gerät von hoher See über eine Entfernung von bis zu 80 Kilometern direkt auf den Strand zu bringen, heißt OTH (over the horizon) und konnte zuvor nur mit Hubschraubern durchgeführt werden, und dies auch nur eingeschränkt.

## Zuladung
- 3 Kampfpanzer oder
- 1 T-80-Kampfpanzer und 100 Soldaten oder[4]
- 10 Schützenpanzer und 140 Soldaten oder[4]
- 140 Soldaten und 130 t Fracht oder
- 500 Soldaten[4]